# トマス・デューイング
トーマス・デューイング（英:Thomas Wilmer Dewing、1851年5月4日 - 1938年11月5日）は、19世紀から20世紀への変わり目に活躍したアメリカ人の画家である。

## 生涯
トーマス・デューイングは、マサチューセッツ州ニュートン・ローワー・ホールズに生まれ、パリのアカデミー・ジュリアンで学び、その後ニューヨークのスタジオに定住した。

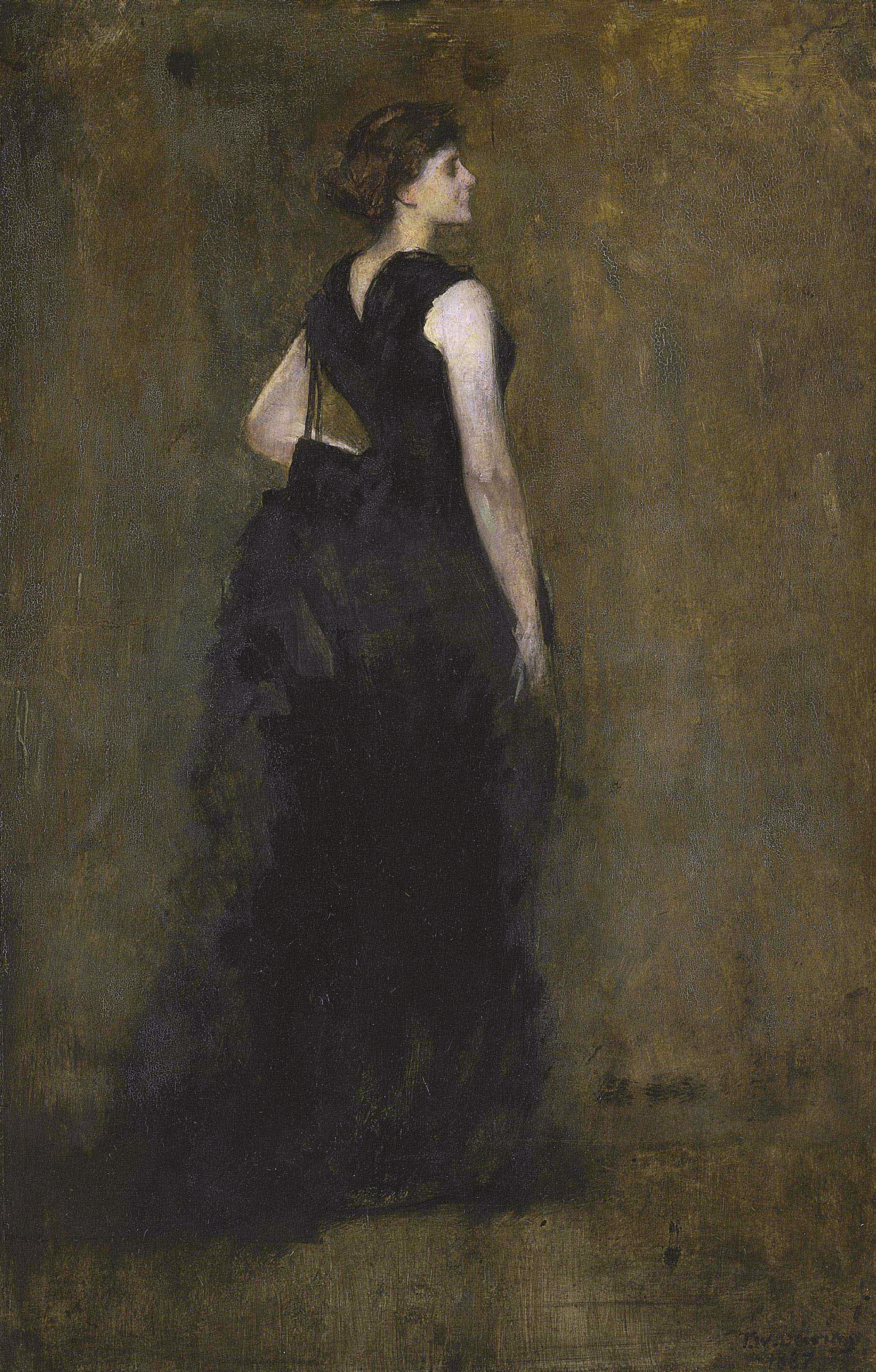
マリア・オークリー・デューイング(1887)

1881年に美術界と関係が深い家族の一員で正規の美術教育を受けた画家のマリア・オークリー・デューイングと結婚した。
彼はイギリスの耽美主義をルーツに持つアメリカの芸術洋式であるトーナリズムの最も良く知られた画家、彼の芸術的表現の見せ場は、ムードがあり夢のような環境に囲まれた女性の姿を描くときである。頻繁に描かれた、座って楽器を演奏し、手紙を書きまたは単にお互いに気持ちを伝いあえている様なデューイングの過敏そうに描かれた肖像画は観察者の感情から超越しており、見物人を、舞台の参加者というよりは、遥か彼方からの証人の様に感じさせる。
モダニズムと抽象化のドグマに抵抗したとする芸術様式であるトーナリズムは、たとえモダニズムが政治的成功したとしても結局はトーナリズムを大衆文化における時代遅れな様式の芸術表現としてブランド化する事に成功している。モダニズムの教義自体が疑問を持たれている中でトーナリズムの新鮮な評価は政治的動揺に悩まされず進行中である。

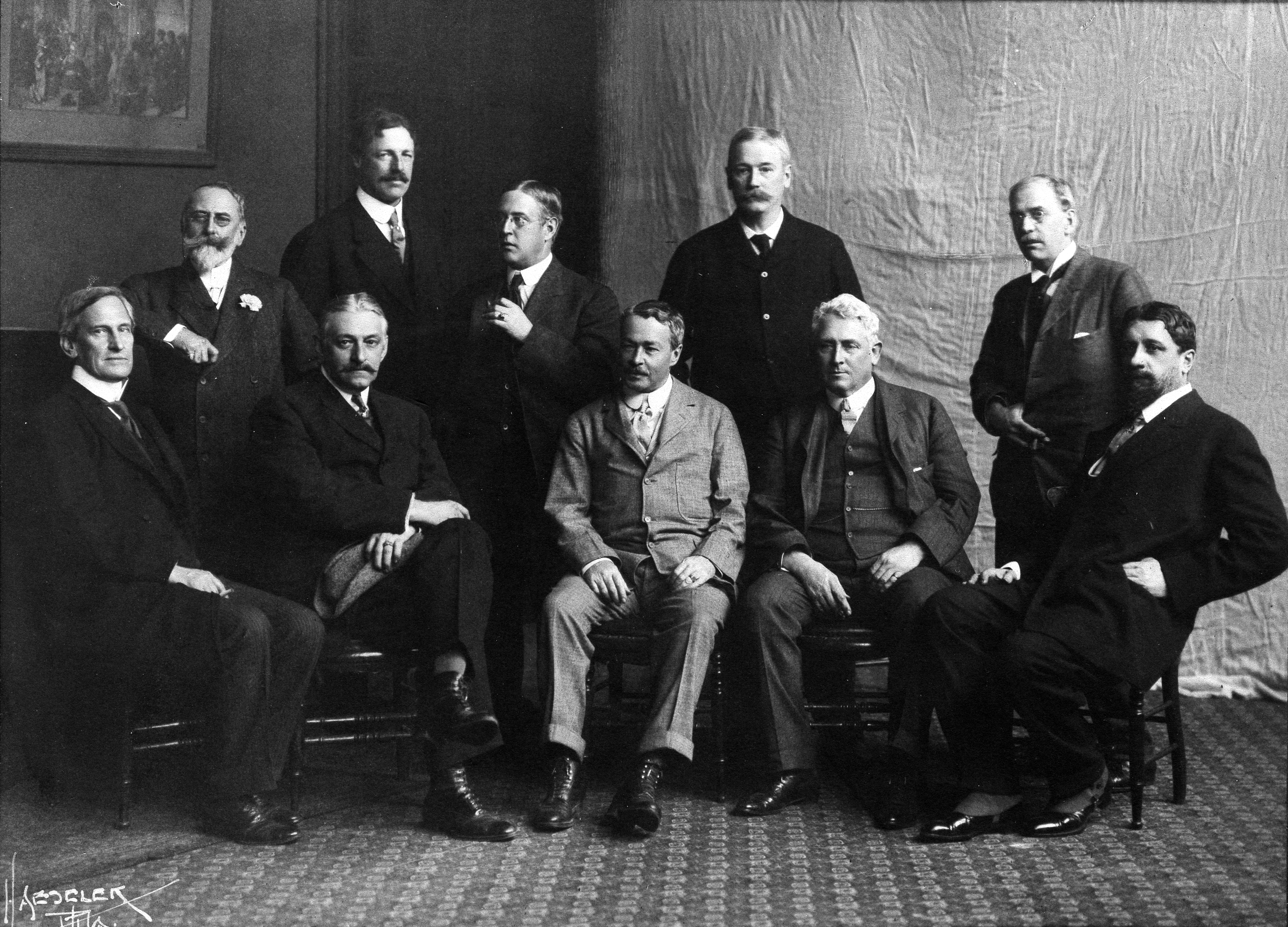
「テン・アメリカン・ペインターズ」の会員(1908年)、デューイングは後列右から2人目

1897年にデューイングは所属していた全米芸術家協会が商業主義に侵されたと感じ、アメリカ印象派のグループ仲間のチャイルド・ハッサム、ジュリアン・オールデン・ウィアーとテン・アメリカン・ペインターズ(通称「The Ten」)を設立した、このグループはその後20年活動を続けた。
またデューイングは1885年から1905年迄毎夏、妻と共にアメリカ大統領になったウッドロウ・ウィルソン、画家のマックスフィールド・パリッシュ、女優のエセル・バリモア、ダンサーのイサドラ・ダンカンなど文化人、芸術家、政治家が集ったニューハンプシャー州コーニッシュのコーニッシュ芸術コロニーで過ごした 。今日デューイングの最も重要な研究者の一人は、『トマス・ウィルマー・デューイング：Beauty Reconfigured』という本を執筆したスーザン・A・ホッブズである。

## ギャラリー

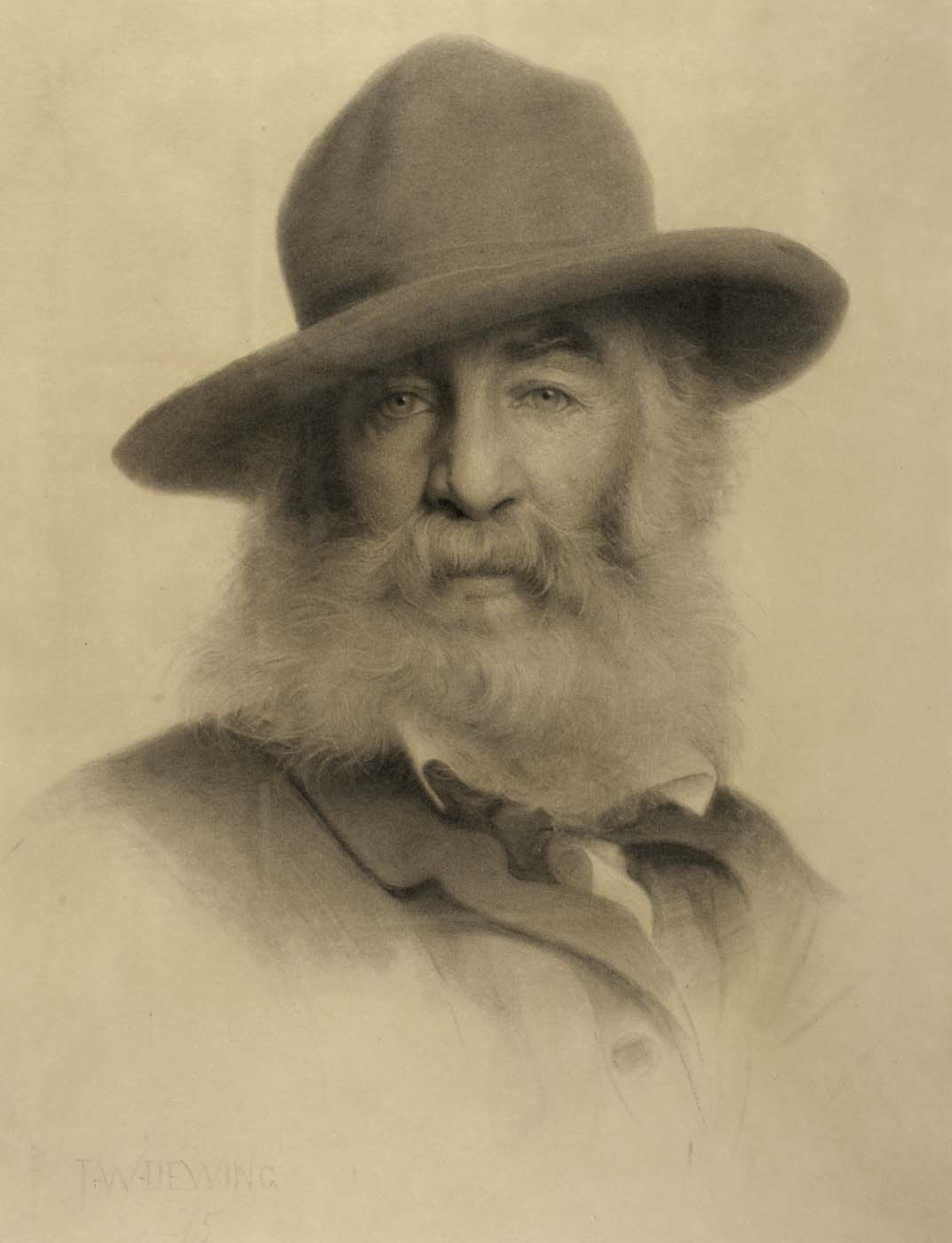
ウォルト・ホイットマン,1875年
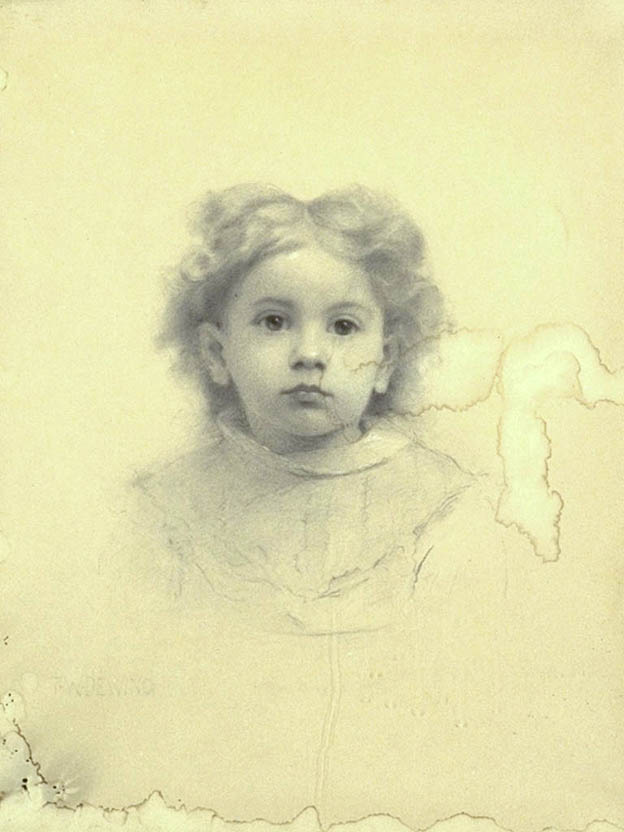
エセル・プファーの肖像,1875年
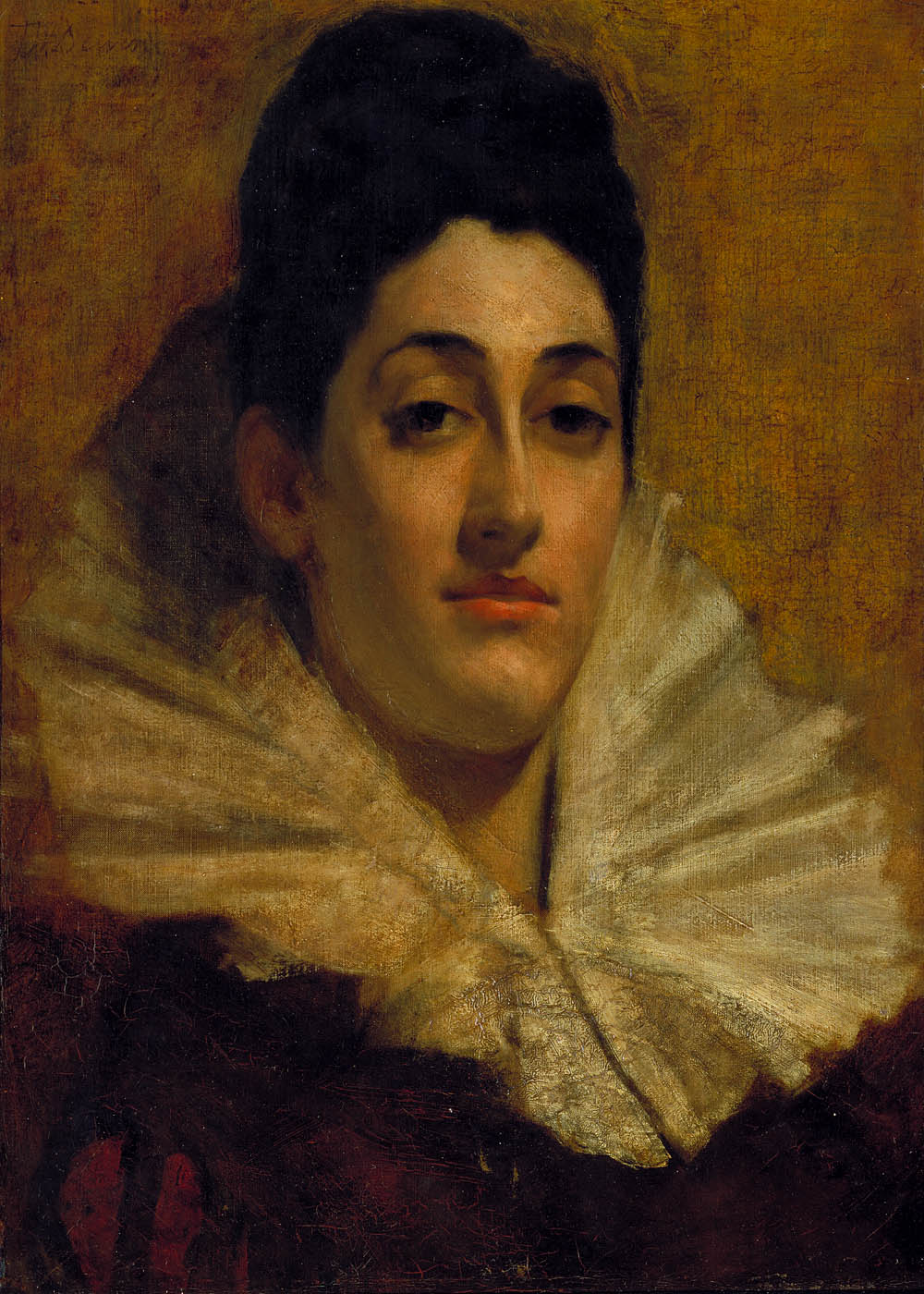
フランシス・ヒューストンの肖像,1880-89年
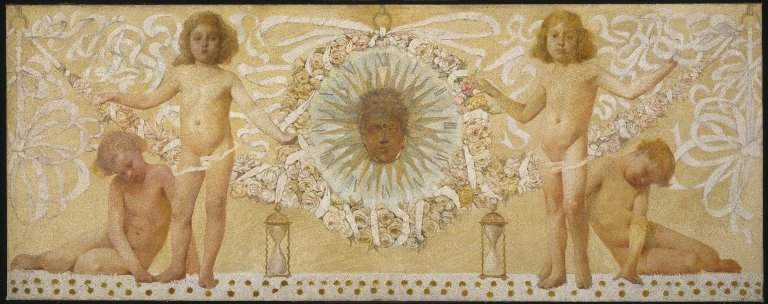
ギャレット・フリーズ,1885年頃
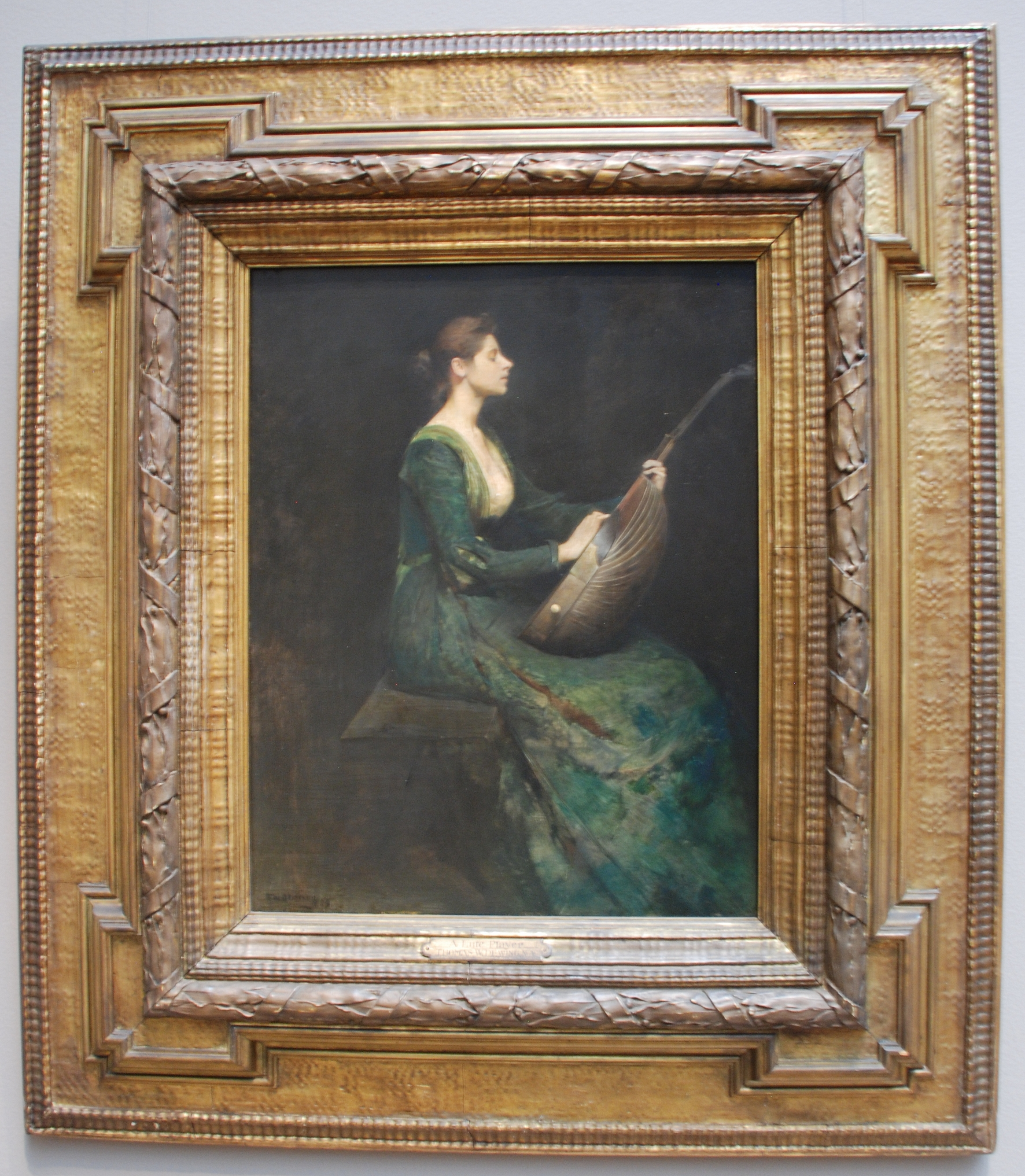
リュートを奏でる婦人,1886年
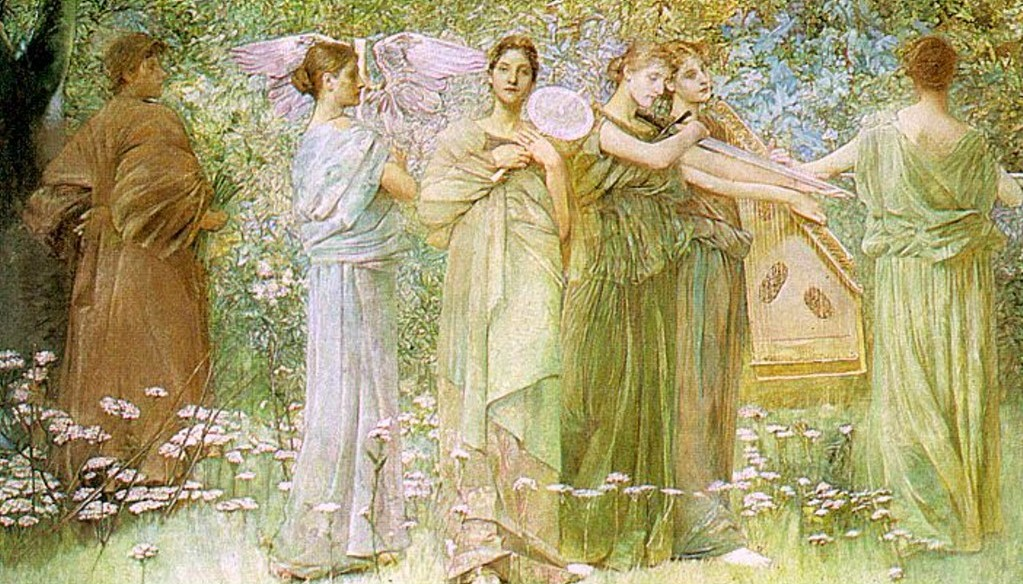
その日,1887年
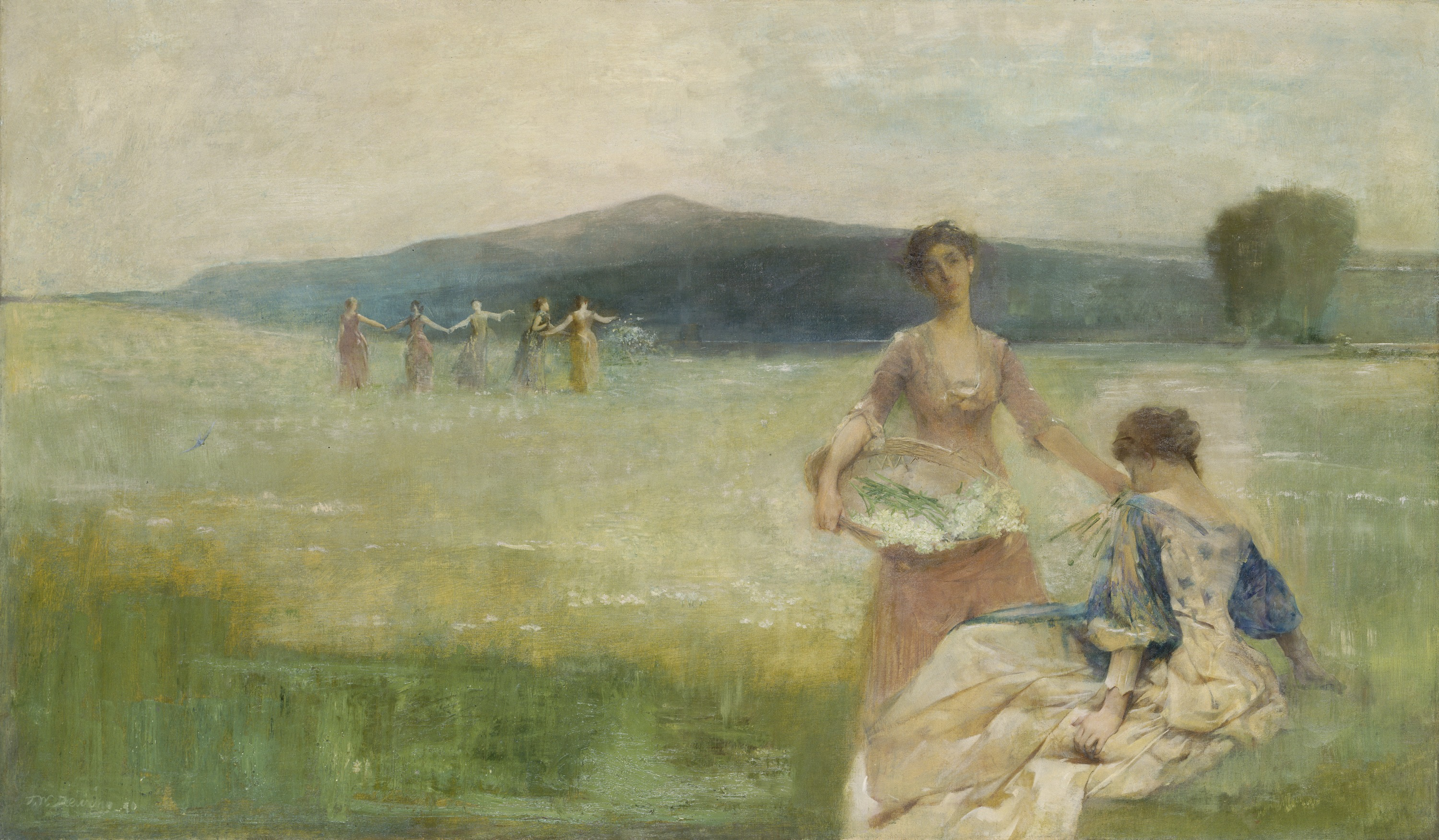
春,1890年
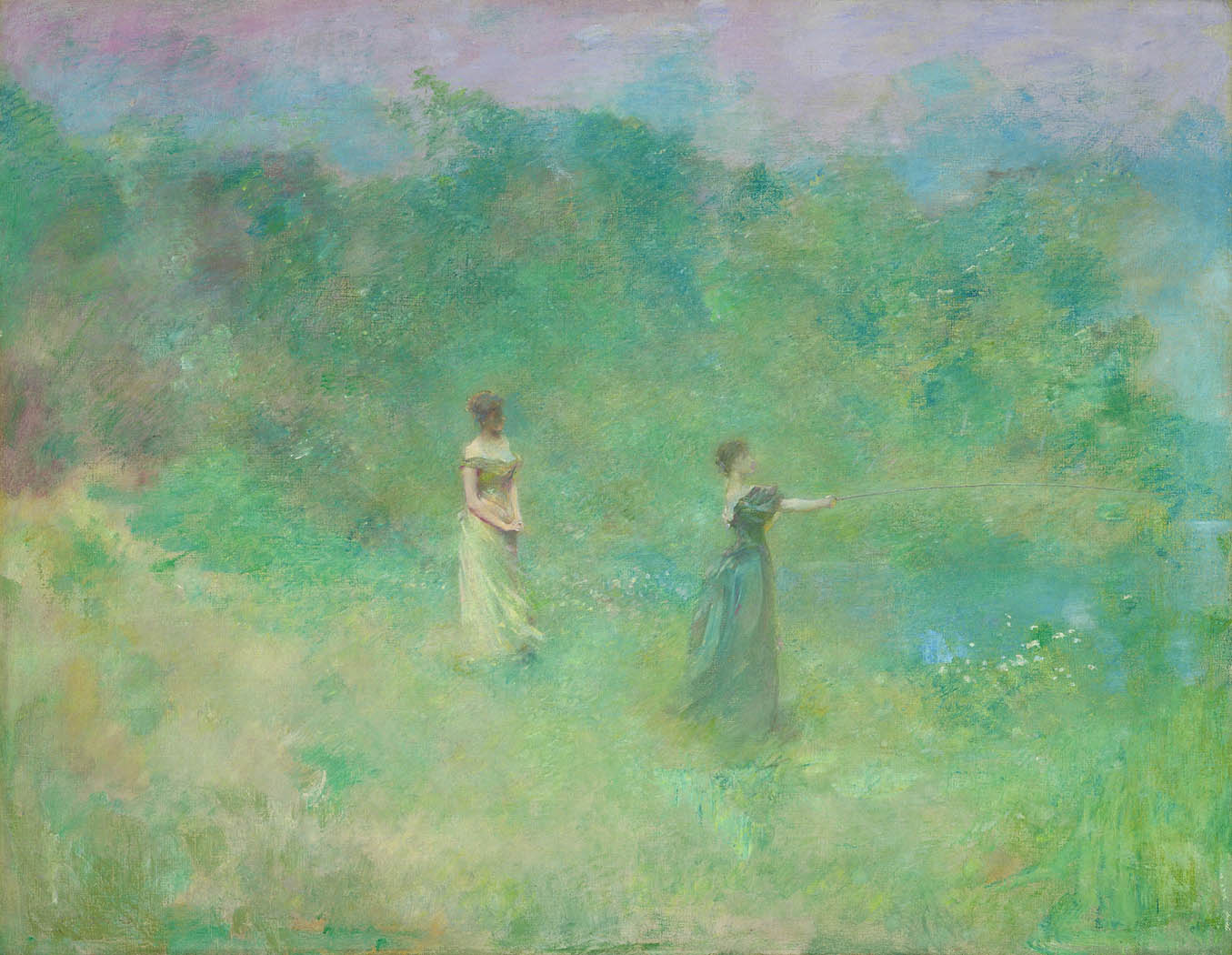
夏,1890年頃
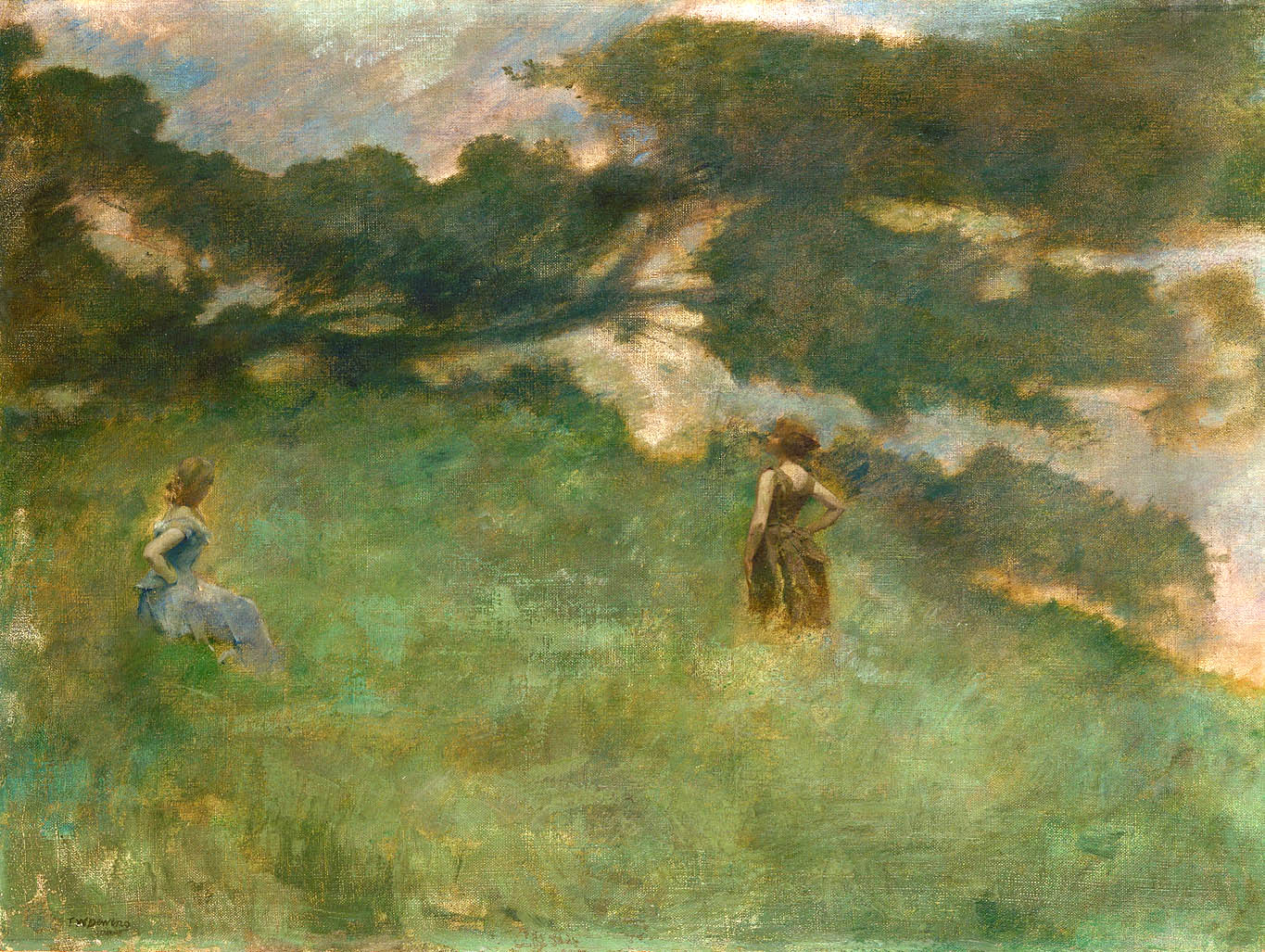
チャイロツグミ,1890年
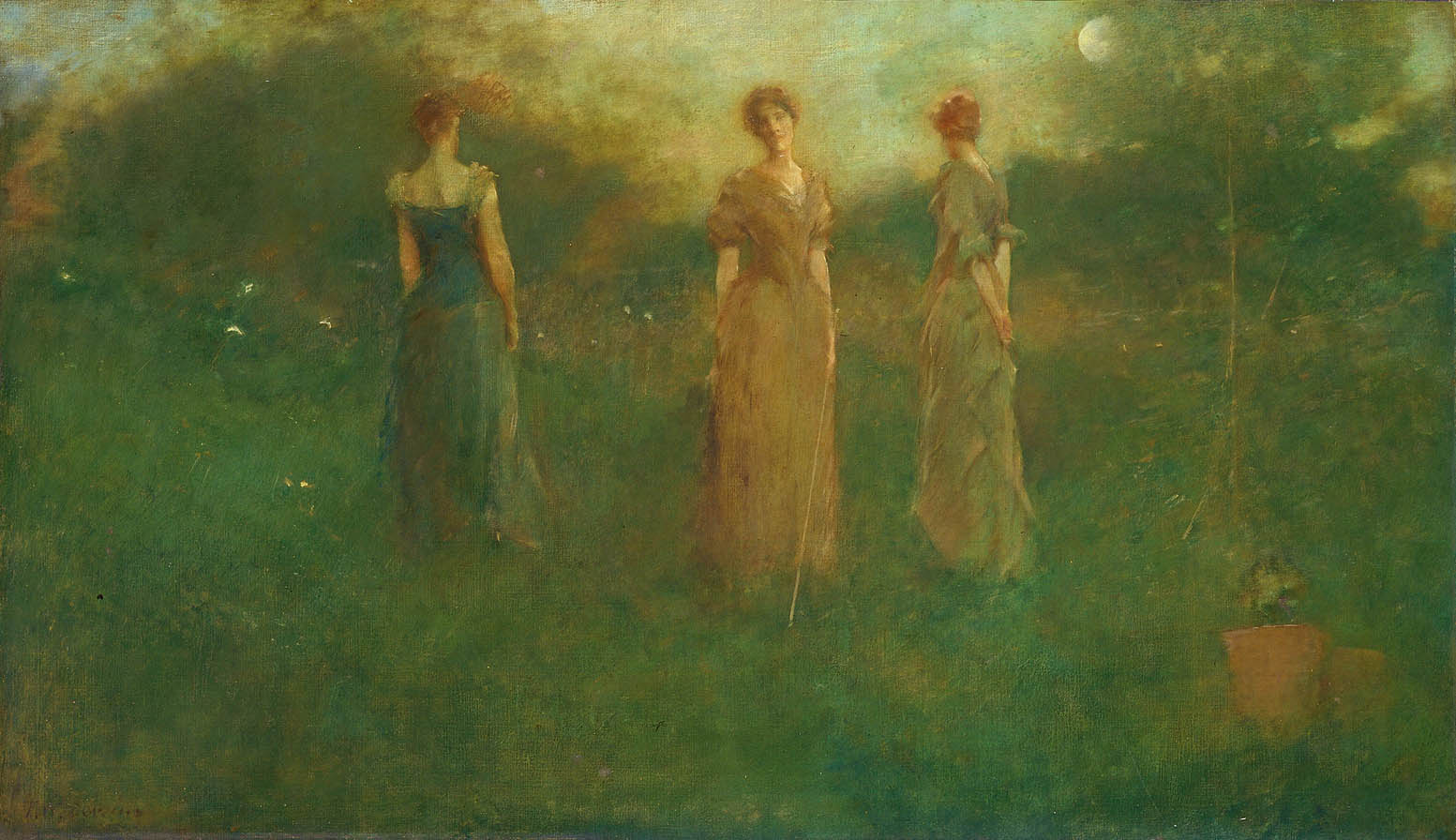
庭にて,1892-94年
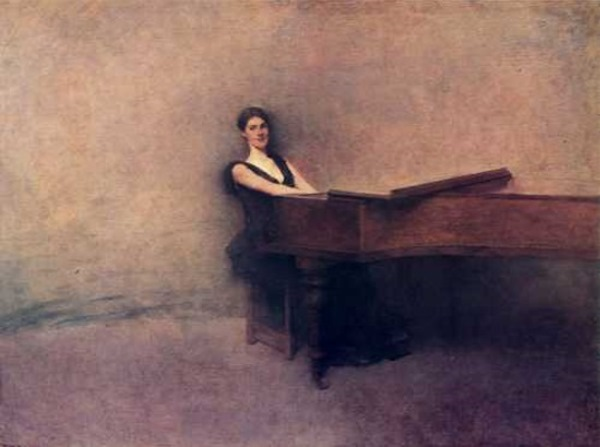
ピアノを奏でるデューイング,1895年
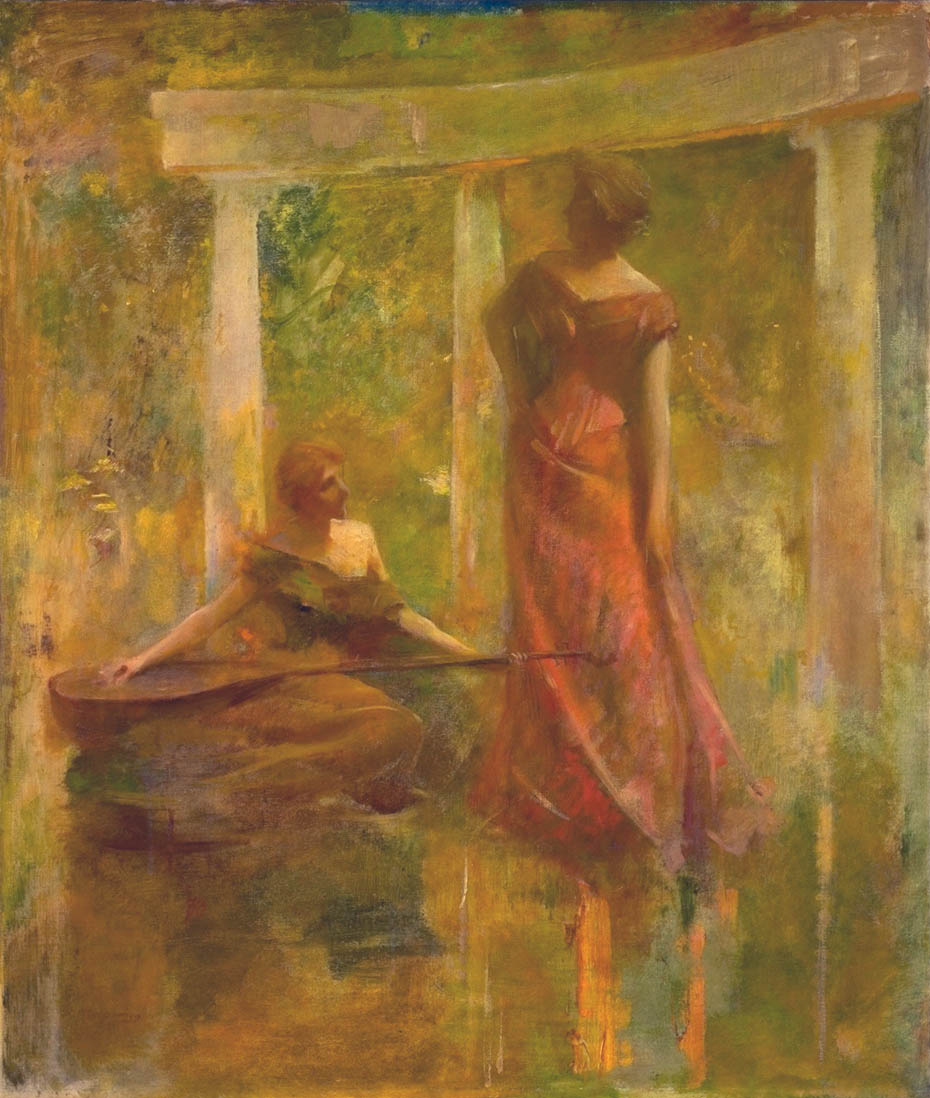
音楽,1895年頃
婦人の肖像,1895年頃
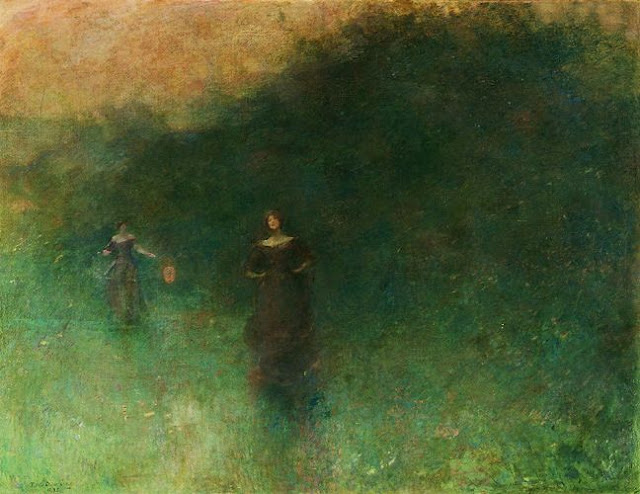
夜明け前,1895年頃
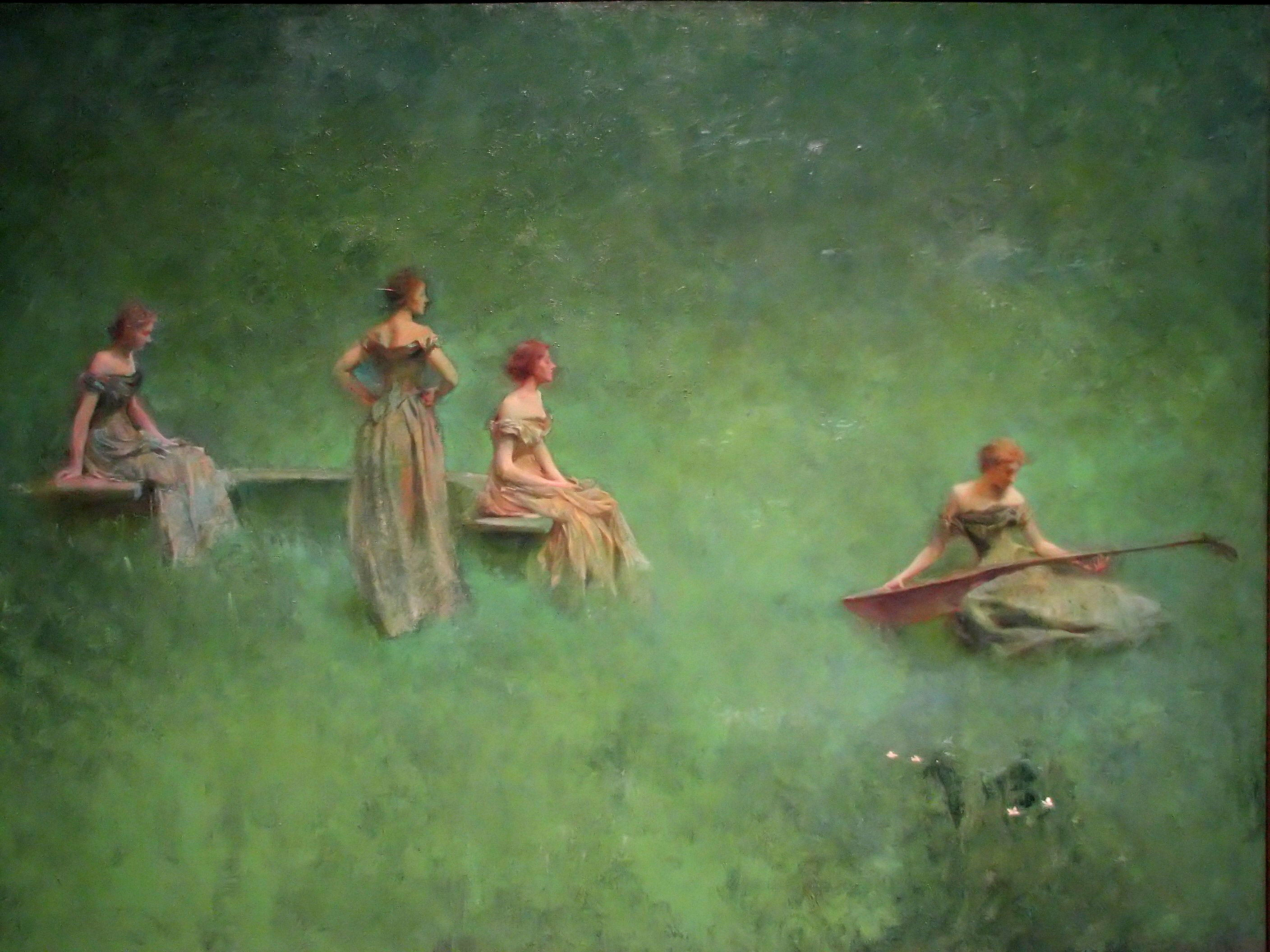
リュート,1895年頃
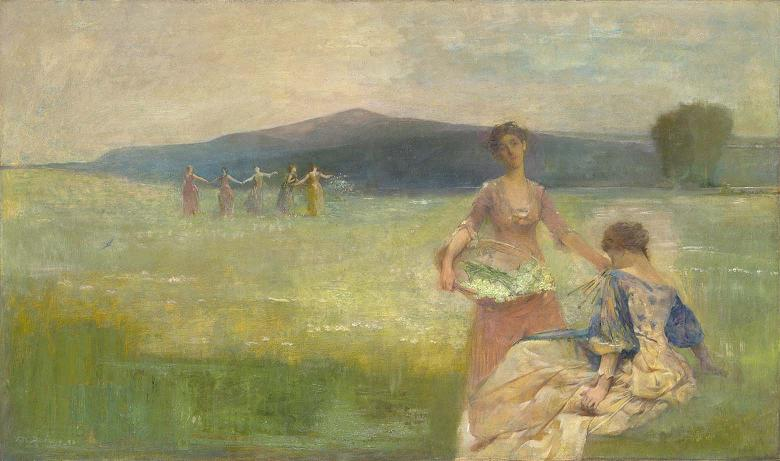
無題,1895年頃
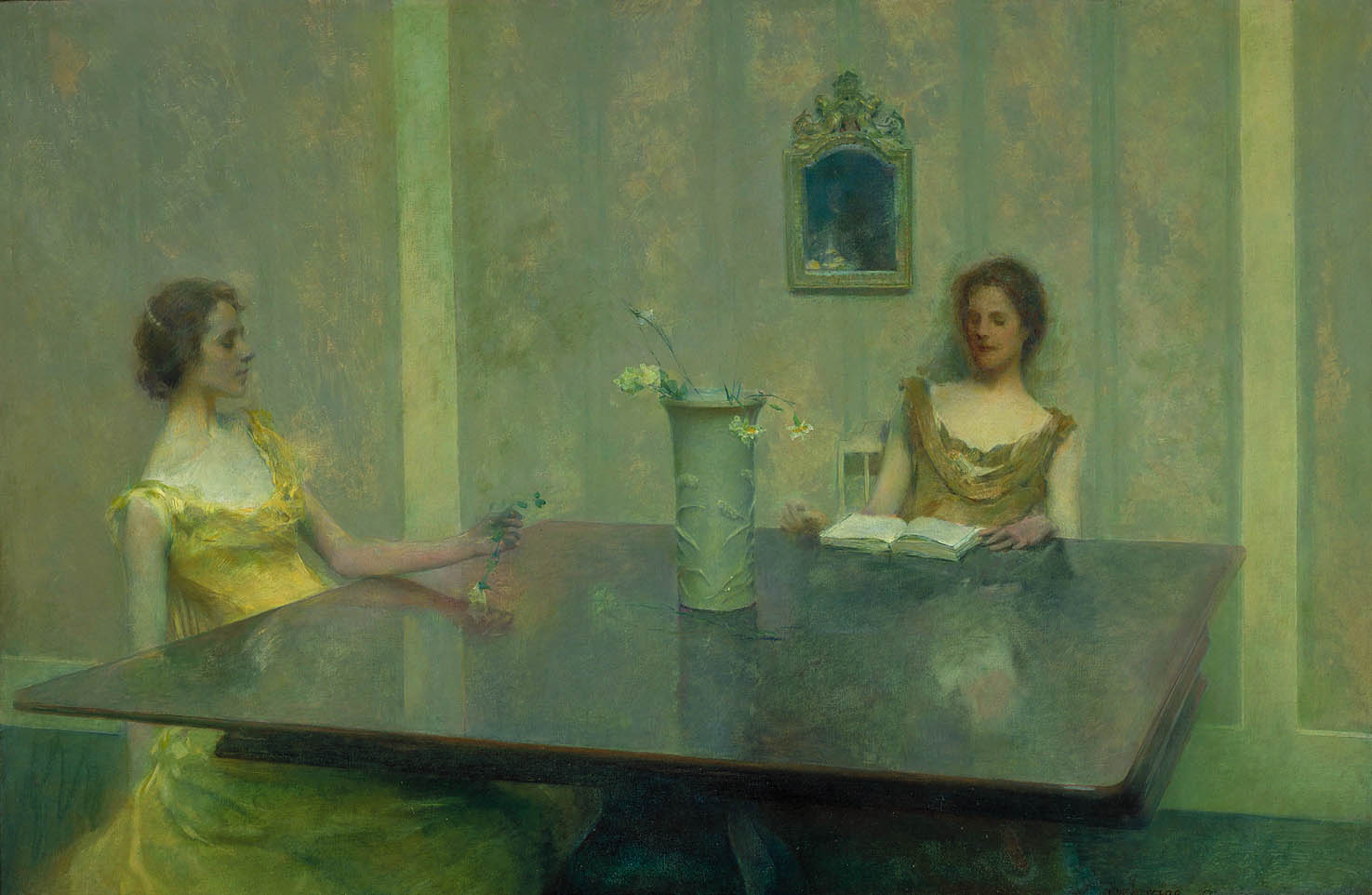
読書,1897年
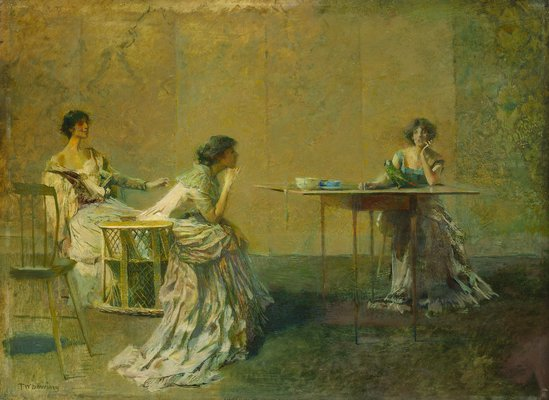
無題,1900年頃
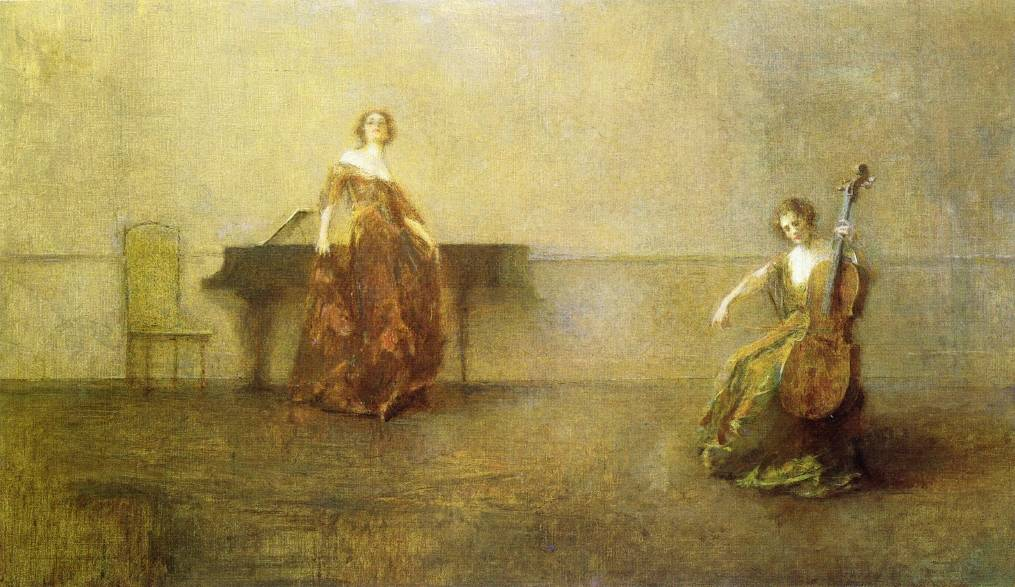
歌とチェロ,1910年
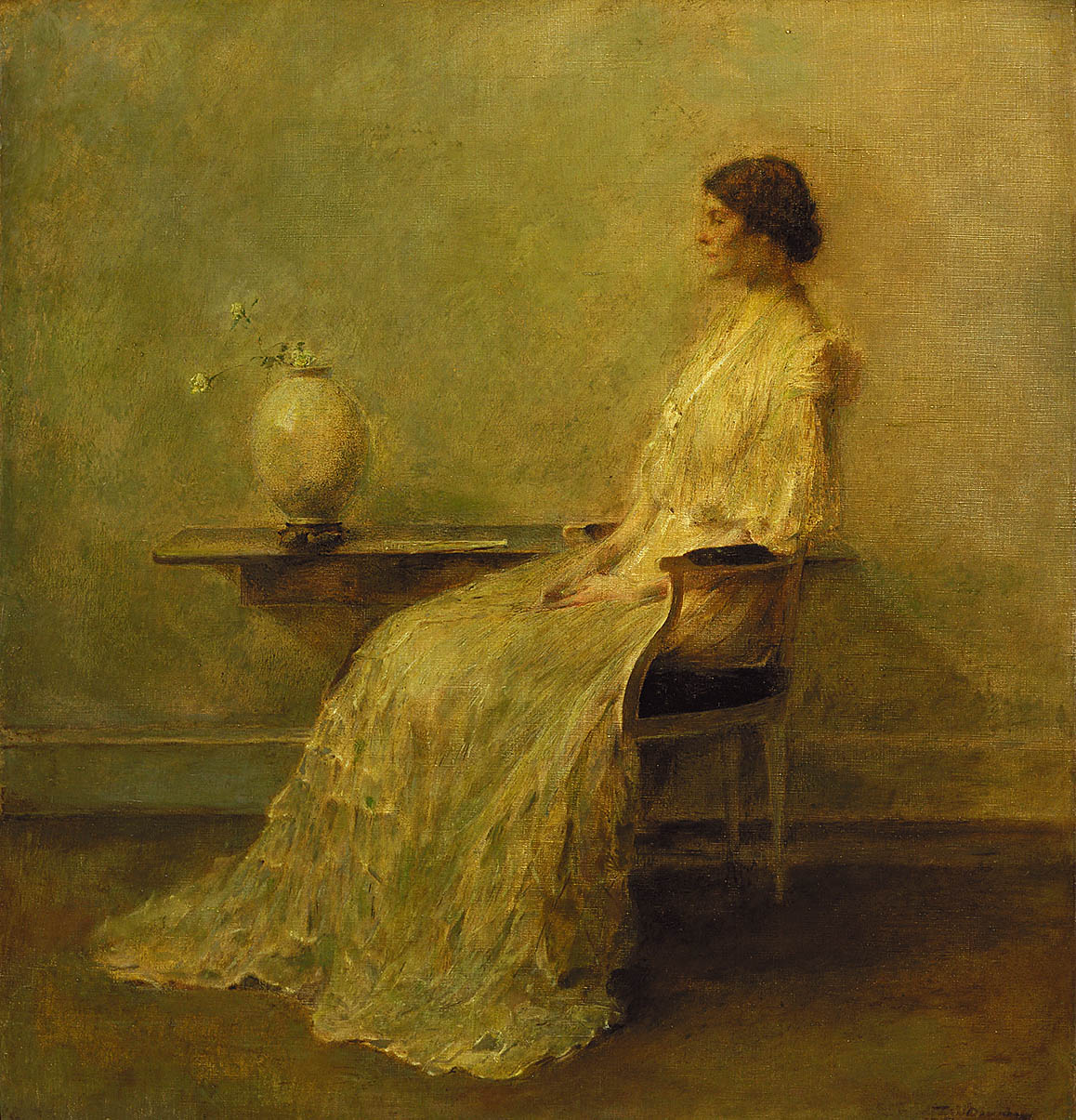
白い衣装の婦人,1910年頃
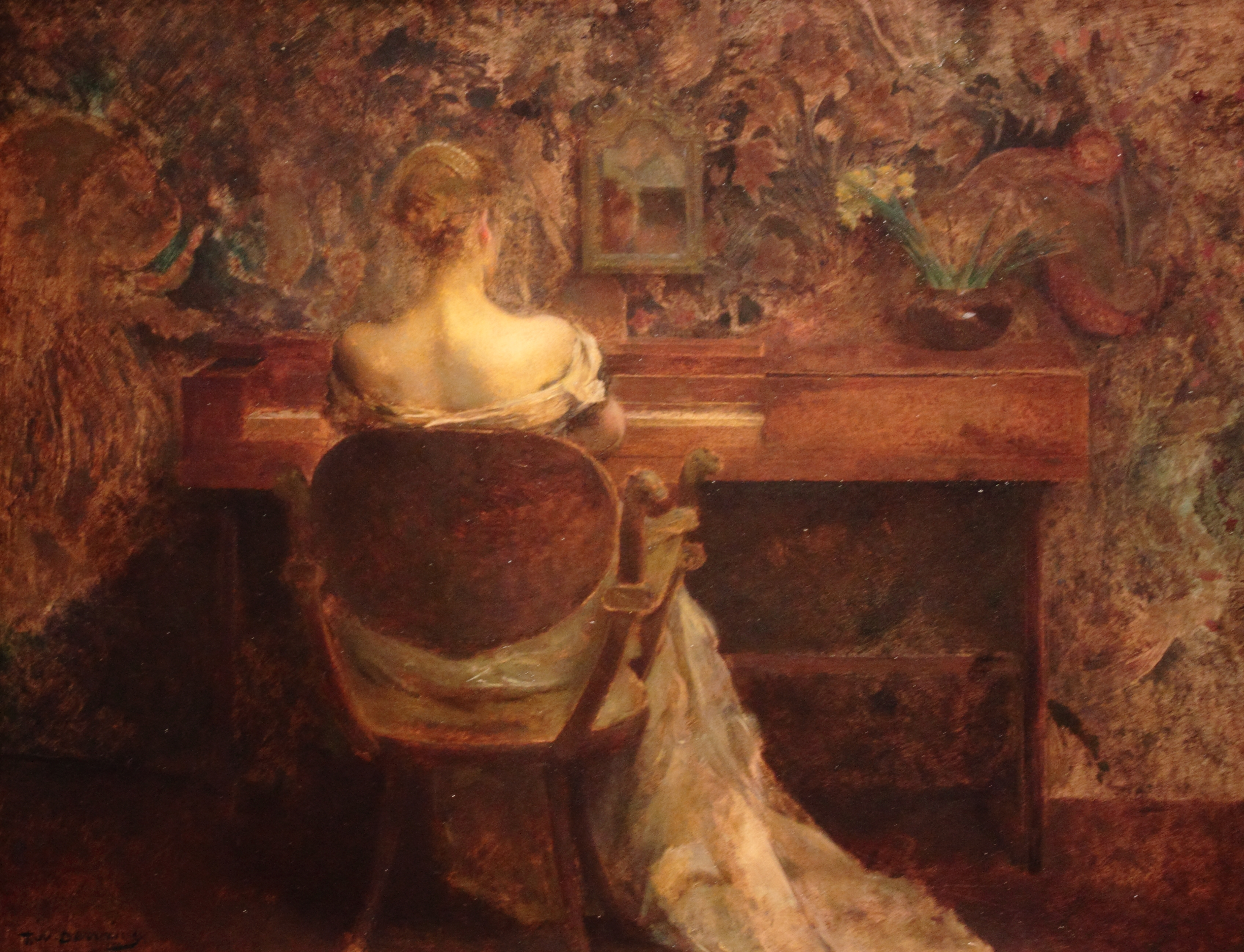
スピネット,1926年6月21日
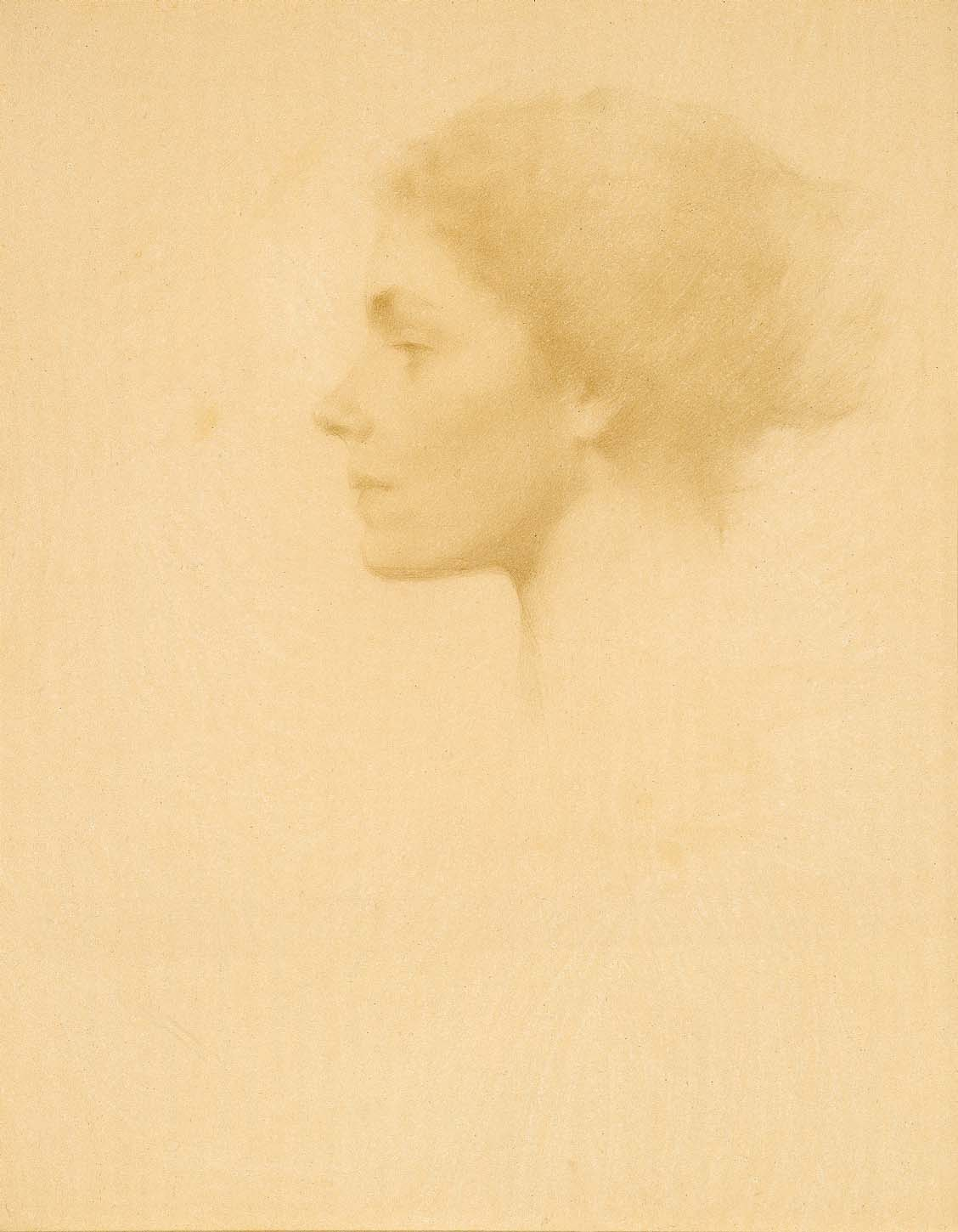
少女の頭部,1929年以前
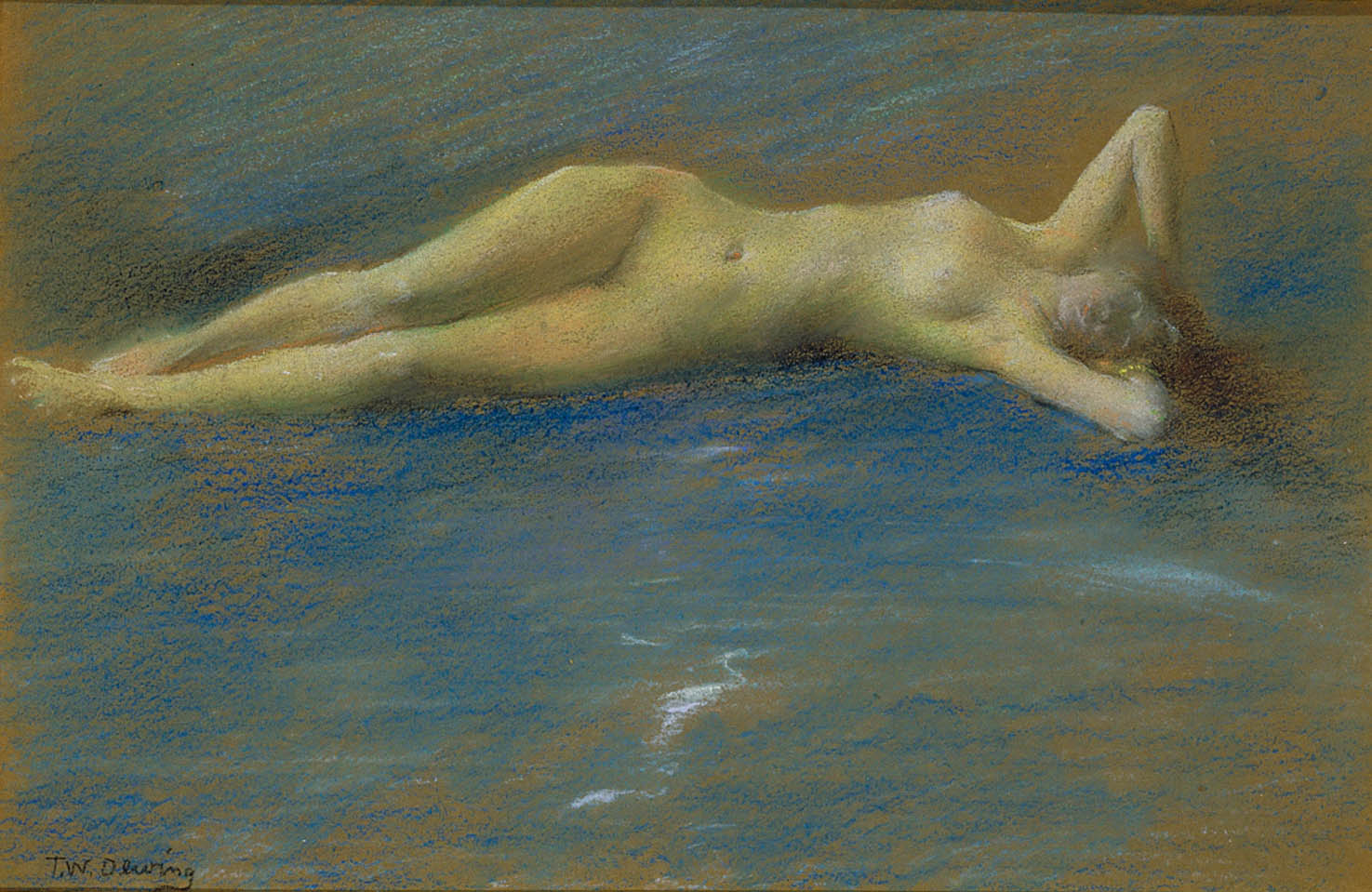
横たわる少女
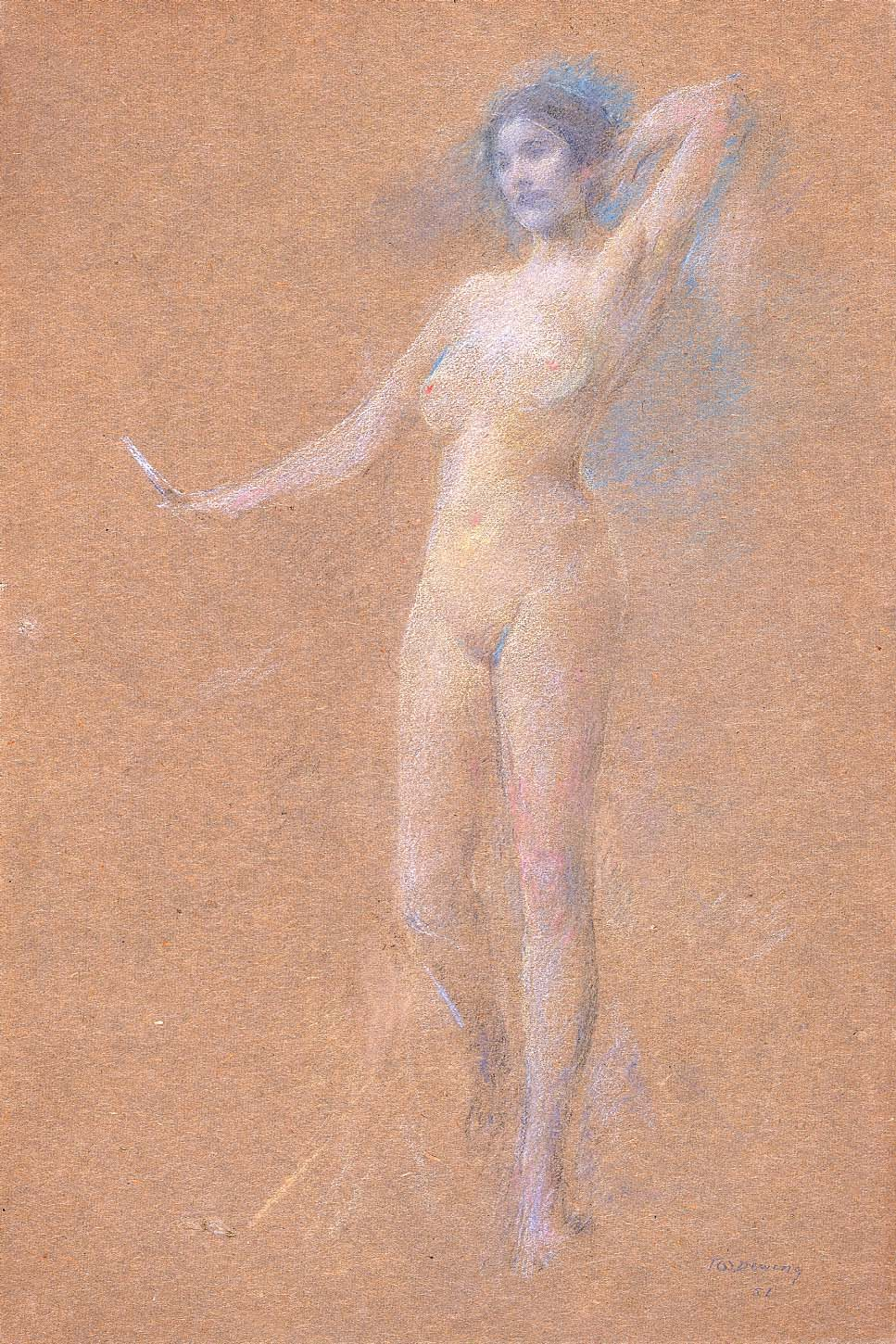
立ち上がった少女